# 6 Heures de Shanghai 2014
Navigation
Édition précédente Édition suivante
Les 6 Heures de Shanghai 2014 sont la troisième édition de cette course automobile. Elles se sont déroulées le 2 novembre 2014 sur le Circuit international de Shanghai et ont compté pour le Championnat du monde d'endurance FIA 2014. Elles ont été remportées par la Toyota TS040 Hybrid du Toyota Racing pilotée par Anthony Davidson et Sébastien Buemi.

## Circuit

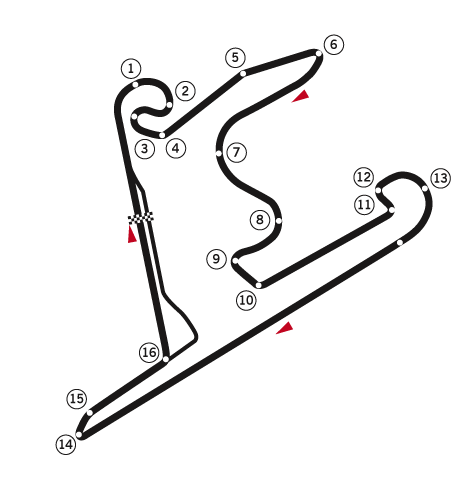
Le Circuit international de Shanghai, cadre des 6 Heures de Shanghai 2014.

Les 6 Heures de Shanghai 2014 se déroulent sur le Circuit international de Shanghai situé en Chine. Il est composé d'une longue ligne droite ainsi que de 16 virages, dont certains ayant une forme originale comme le premier du circuit, qui se referme sur lui-même et prenant la forme d'un escargot. Ce circuit comprend également une importante capacité d'accueil des spectateurs : 200 000 personnes peuvent ainsi assister à une course. Cette piste est célèbre car elle accueille la Formule 1.

## Qualifications
Voici le classement officiel au terme des qualifications. Les premiers de chaque catégorie sont signalés par un fond jauni.
| Position | Catégorie | Équipe                          | Temps          | Grille |
| -------- | --------- | ------------------------------- | -------------- | ------ |
| 1        | LMP1-H    | n° 14 Porsche Team              | 1 min 48 s 300 | 1      |
| 2        | LMP1-H    | n° 8 Toyota Racing              | 1 min 48 s 300 | 2      |
| 3        | LMP1-H    | n° 20 Porsche Team              | 1 min 48 s 324 | 3      |
| 4        | LMP1-H    | n° 7 Toyota Racing              | 1 min 48 s 534 | 4      |
| 5        | LMP1-H    | n° 1 Audi Sport Team Joest      | 1 min 49 s 454 | 5      |
| 6        | LMP1-H    | n° 2 Audi Sport Team Joest      | 1 min 50 s 072 | 6      |
| 7        | LMP1-L    | n° 12 Rebellion Racing          | 1 min 52 s 431 | 7      |
| 8        | LMP1-L    | n° 13 Rebellion Racing          | 1 min 53 s 314 | 8      |
| 9        | LMP2      | n° 26 G-Drive Racing            | 1 min 54 s 327 | 9      |
| 10       | LMP2      | n° 47 KCMG                      | 1 min 55 s 301 | 10     |
| 11       | LMP2      | n° 37 SMP Racing                | 1 min 56 s 437 | 11     |
| 12       | LMP2      | n° 27 SMP Racing                | 1 min 56 s 539 | 12     |
| 13       | LMP1-L    | n° 9 Lotus                      | 1 min 56 s 770 | 13     |
| 14       | LMP2      | n° 31 Extreme Speed Motorsports | 1 min 56 s 901 | 14     |
| 15       | LMP2      | n° 30 Extreme Speed Motorsports | 1 min 56 s 987 | 15     |
| 16       | LMP2      | n° 35 OAK Racing                | 1 min 57 s 365 | 16     |
| 17       | LMGTE Pro | n° 97 Aston Martin Racing       | 2 min 04 s 342 | 17     |
| 18       | LMGTE Pro | n° 92 Porsche Team Manthey      | 2 min 04 s 444 | 18     |
| 19       | LMGTE Pro | n° 91 Porsche Team Manthey      | 2 min 04 s 599 | 19     |
| 20       | LMGTE Pro | n° 51 AF Corse                  | 2 min 04 s 780 | 20     |
| 21       | LMGTE Pro | n° 71 AF Corse                  | 2 min 04 s 822 | 21     |
| 22       | LMGTE Pro | n° 99 Aston Martin Racing       | 2 min 04 s 847 | 22     |
| 23       | LMGTE Am  | n° 98 Aston Martin Racing       | 2 min 05 s 072 | 23     |
| 24       | LMGTE Am  | n° 75 Prospeed Competition      | 2 min 05 s 150 | 24     |
| 25       | LMGTE Am  | n° 95 Aston Martin Racing       | 2 min 05 s 203 | 25     |
| 26       | LMGTE Am  | n° 90 8Star Motorsports         | 2 min 05 s 516 | 26     |
| 27       | LMGTE Am  | n° 88 Proton Competition        | 2 min 06 s 188 | 27     |

## Résultats
Voici le classement officiel au terme de la course.
- Les vainqueurs de chaque catégorie sont signalés par un fond jauni.
- Pour la colonne Pneus, il faut passer le curseur au-dessus du modèle pour connaître le manufacturier de pneumatiques.

| Pos | Cat       | n° | Équipe                    | Pilotes                                                   | Châssis                          | Pneus | Tours |
| Pos | Cat       | n° | Équipe                    | Pilotes                                                   | Moteur                           | Pneus | Tours |
| --- | --------- | -- | ------------------------- | --------------------------------------------------------- | -------------------------------- | ----- | ----- |
| 1   | LMP1-H    | 8  | Toyota Racing             | Anthony Davidson Sébastien Buemi                          | Toyota TS040 Hybrid              | M     | 188   |
| 1   | LMP1-H    | 8  | Toyota Racing             | Anthony Davidson Sébastien Buemi                          | Toyota 3.7 L V8                  | M     | 188   |
| 2   | LMP1-H    | 7  | Toyota Racing             | Alexander Wurz Stéphane Sarrazin Kazuki Nakajima          | Toyota TS040 Hybrid              | M     | 188   |
| 2   | LMP1-H    | 7  | Toyota Racing             | Alexander Wurz Stéphane Sarrazin Kazuki Nakajima          | Toyota 3.7 L V8                  | M     | 188   |
| 3   | LMP1-H    | 14 | Porsche Team              | Marc Lieb Romain Dumas Neel Jani                          | Porsche 919 Hybrid               | M     | 187   |
| 3   | LMP1-H    | 14 | Porsche Team              | Marc Lieb Romain Dumas Neel Jani                          | Porsche 2.0 L Turbo V4           | M     | 187   |
| 4   | LMP1-H    | 2  | Audi Sport Team Joest     | André Lotterer Marcel Fässler Benoît Tréluyer             | Audi R18 e-tron quattro          | M     | 187   |
| 4   | LMP1-H    | 2  | Audi Sport Team Joest     | André Lotterer Marcel Fässler Benoît Tréluyer             | Audi TDI 4.0 L Turbo V6 (Diesel) | M     | 187   |
| 5   | LMP1-H    | 1  | Audi Sport Team Joest     | Tom Kristensen Loïc Duval Lucas di Grassi                 | Audi R18 e-tron quattro          | M     | 187   |
| 5   | LMP1-H    | 1  | Audi Sport Team Joest     | Tom Kristensen Loïc Duval Lucas di Grassi                 | Audi TDI 4.0 L Turbo V6 (Diesel) | M     | 187   |
| 6   | LMP1-H    | 20 | Porsche Team              | Timo Bernhard Brendon Hartley Mark Webber                 | Porsche 919 Hybrid               | M     | 186   |
| 6   | LMP1-H    | 20 | Porsche Team              | Timo Bernhard Brendon Hartley Mark Webber                 | Porsche 2.0 L Turbo V4           | M     | 186   |
| 7   | LMP1-L    | 12 | Rebellion Racing          | Nicolas Prost Nick Heidfeld Mathias Beche                 | Rebellion R-One                  | M     | 180   |
| 7   | LMP1-L    | 12 | Rebellion Racing          | Nicolas Prost Nick Heidfeld Mathias Beche                 | Toyota RV8KLM 3.4 L V8           | M     | 180   |
| 8   | LMP1-L    | 13 | Rebellion Racing          | Dominik Kraihamer Andrea Belicchi Fabio Leimer            | Rebellion R-One                  | M     | 180   |
| 8   | LMP1-L    | 13 | Rebellion Racing          | Dominik Kraihamer Andrea Belicchi Fabio Leimer            | Toyota RV8KLM 3.4 L V8           | M     | 180   |
| 9   | LMP2      | 26 | G-Drive Racing            | Roman Rusinov Olivier Pla Julien Canal                    | Ligier JS P2                     | D     | 177   |
| 9   | LMP2      | 26 | G-Drive Racing            | Roman Rusinov Olivier Pla Julien Canal                    | Nissan VK45DE 4.5 L V8           | D     | 177   |
| 10  | LMP2      | 30 | Extreme Speed Motorsports | Scott Sharp Ricardo González Ryan Dalziel                 | HPD ARX-03b                      | D     | 174   |
| 10  | LMP2      | 30 | Extreme Speed Motorsports | Scott Sharp Ricardo González Ryan Dalziel                 | Honda HR28TT 2.8 L Turbo V6      | D     | 174   |
| 11  | LMP2      | 27 | SMP Racing                | Sergey Zlobin Maurizio Mediani Nicolas Minassian          | Oreca 03R                        | M     | 174   |
| 11  | LMP2      | 27 | SMP Racing                | Sergey Zlobin Maurizio Mediani Nicolas Minassian          | Nissan VK45DE 4.5 L V8           | M     | 174   |
| 12  | LMP2      | 37 | SMP Racing                | Kirill Ladygin Anton Ladygin Viktor Shaitar               | Oreca 03R                        | M     | 174   |
| 12  | LMP2      | 37 | SMP Racing                | Kirill Ladygin Anton Ladygin Viktor Shaitar               | Nissan VK45DE 4.5 L V8           | M     | 174   |
| 13  | LMP2      | 31 | Extreme Speed Motorsports | Ed Brown Johannes van Overbeek David Brabham              | HPD ARX-03b                      | D     | 173   |
| 13  | LMP2      | 31 | Extreme Speed Motorsports | Ed Brown Johannes van Overbeek David Brabham              | Honda HR28TT 2.8 L Turbo V6      | D     | 173   |
| 14  | LMP1-L    | 9  | Lotus                     | Lucas Auer Pierre Kaffer                                  | CLM P1/01                        | M     | 171   |
| 14  | LMP1-L    | 9  | Lotus                     | Lucas Auer Pierre Kaffer                                  | AER P60 Turbo V6                 | M     | 171   |
| 15  | LMP2      | 35 | OAK Racing                | Mark Patterson David Cheng Ho-Pin Tung                    | Morgan LMP2                      | D     | 167   |
| 15  | LMP2      | 35 | OAK Racing                | Mark Patterson David Cheng Ho-Pin Tung                    | Judd HK 3.6 L V8                 | D     | 167   |
| 16  | LMGTE Pro | 92 | Porsche Team Manthey      | Patrick Pilet Frédéric Makowiecki                         | Porsche 911 RSR (991)            | M     | 167   |
| 16  | LMGTE Pro | 92 | Porsche Team Manthey      | Patrick Pilet Frédéric Makowiecki                         | Porsche 4.0 L Flat-6             | M     | 167   |
| 17  | LMGTE Pro | 91 | Porsche Team Manthey      | Jörg Bergmeister Richard Lietz                            | Porsche 911 RSR (991)            | M     | 167   |
| 17  | LMGTE Pro | 91 | Porsche Team Manthey      | Jörg Bergmeister Richard Lietz                            | Porsche 4.0 L Flat-6             | M     | 167   |
| 18  | LMGTE Pro | 71 | AF Corse                  | Davide Rigon James Calado                                 | Ferrari 458 Italia GT2           | M     | 166   |
| 18  | LMGTE Pro | 71 | AF Corse                  | Davide Rigon James Calado                                 | Ferrari 4.5 L V8                 | M     | 166   |
| 19  | LMGTE Pro | 99 | Aston Martin Racing       | Darryl O'Young Alex MacDowall Fernando Rees               | Aston Martin V8 Vantage GTE      | M     | 166   |
| 19  | LMGTE Pro | 99 | Aston Martin Racing       | Darryl O'Young Alex MacDowall Fernando Rees               | Aston Martin 4.5 L V8            | M     | 166   |
| 20  | LMGTE Am  | 98 | Aston Martin Racing       | Paul Dalla Lana Pedro Lamy Christoffer Nygaard            | Aston Martin V8 Vantage GTE      | M     | 165   |
| 20  | LMGTE Am  | 98 | Aston Martin Racing       | Paul Dalla Lana Pedro Lamy Christoffer Nygaard            | Aston Martin 4.5 L V8            | M     | 165   |
| 21  | LMGTE Am  | 95 | Aston Martin Racing       | David Heinemeier Hansson Kristian Poulsen Richie Stanaway | Aston Martin V8 Vantage GTE      | M     | 165   |
| 21  | LMGTE Am  | 95 | Aston Martin Racing       | David Heinemeier Hansson Kristian Poulsen Richie Stanaway | Aston Martin 4.5 L V8            | M     | 165   |
| 22  | LMGTE Am  | 90 | 8Star Motorsports         | Matteo Cressoni Paolo Ruberti Gianluca Roda               | Ferrari 458 Italia GT2           | M     | 164   |
| 22  | LMGTE Am  | 90 | 8Star Motorsports         | Matteo Cressoni Paolo Ruberti Gianluca Roda               | Ferrari 4.5 L V8                 | M     | 164   |
| 23  | LMGTE Am  | 75 | Prospeed Competition      | François Perrodo Matthieu Vaxivière Emmanuel Collard      | Porsche 911 RSR (991)            | M     | 163   |
| 23  | LMGTE Am  | 75 | Prospeed Competition      | François Perrodo Matthieu Vaxivière Emmanuel Collard      | Porsche 4.0 L Flat-6             | M     | 163   |
| 24  | LMGTE Am  | 88 | Proton Competition        | Christian Ried Wolf Henzler Khaled Al Qubaisi             | Porsche 911 RSR (991)            | M     | 161   |
| 24  | LMGTE Am  | 88 | Proton Competition        | Christian Ried Wolf Henzler Khaled Al Qubaisi             | Porsche 4.0 L Flat-6             | M     | 161   |
| Abd | LMGTE Pro | 97 | Aston Martin Racing       | Darren Turner Stefan Mücke                                | Aston Martin V8 Vantage GTE      | M     | 123   |
| Abd | LMGTE Pro | 97 | Aston Martin Racing       | Darren Turner Stefan Mücke                                | Aston Martin 4.5 L V8            | M     | 123   |
| Abd | LMP2      | 47 | KCMG                      | Matthew Howson Richard Bradley Alexandre Imperatori       | Oreca 03R                        | D     | 0     |
| Abd | LMP2      | 47 | KCMG                      | Matthew Howson Richard Bradley Alexandre Imperatori       | Nissan VK45DE 4.5 L V8           | D     | 0     |
| Abd | LMGTE Pro | 51 | AF Corse                  | Gianmaria Bruni Toni Vilander                             | Ferrari 458 Italia GT2           | M     | 0     |
| Abd | LMGTE Pro | 51 | AF Corse                  | Gianmaria Bruni Toni Vilander                             | Ferrari 4.5 L V8                 | M     | 0     |

## Faits marquants
Le départ de la course a été marqué par l'accrochage entre la Ferrari 458 Italia GT2 de Gianmaria Bruni et l’Oreca03 n°47 de l’écurie KCMG, qui avançait au ralenti à cause d'un problème de pompe du carburant.